# Pila de combustible de óxido sólido

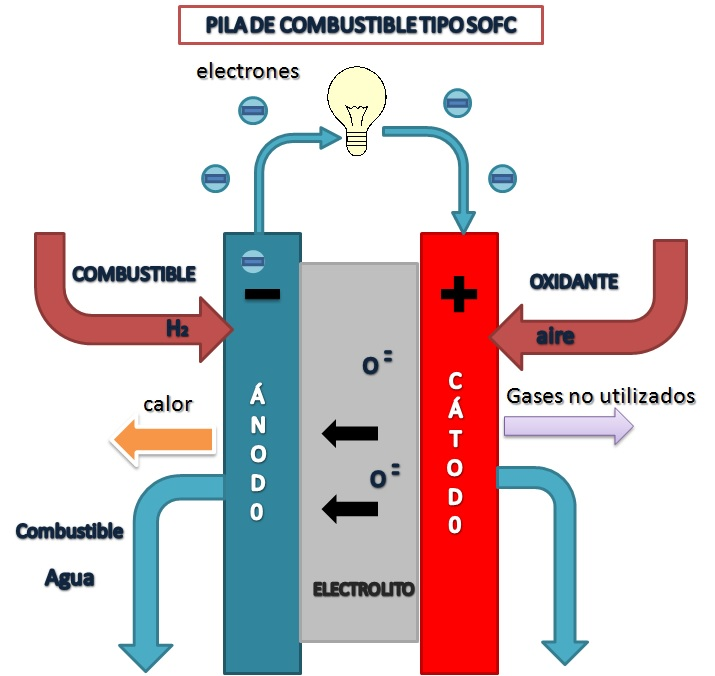
Esquema de una pila de combustible de óxido sólido

Una pila de combustible de óxido sólido (o SOFC, solid oxide fuel cell) es un dispositivo de conversión electroquímico que produce electricidad  directamente de oxidar un combustible. Las pilas de combustible están caracterizadas por el material del electrólito; el SOFC tiene un óxido sólido o electrólito cerámico.
Las ventajas de esta clase de pilas de combustible son la alta eficacia, estabilidad a largo plazo, flexibilidad de combustible, emisiones bajas, y relativo bajo coste. La desventaja más grande es la alta temperatura operativa qué requiere tiempos de inicio más prolongados y posibles problemas de compatibilidad mecánica y química.

## Introducción
Las pilas de combustible de óxido sólido son una clase  de células de combustible que se caracterizan por el uso de un material de óxido sólido como  electrólito. Las SOFC utilizan un electrólito de óxido sólido para conducir iones de oxígeno negativo del cátodo al ánodo. La oxidación electroquímica de los iones de oxígeno con hidrógeno o monóxido de carbono así ocurre en el lado del ánodo. Más recientemente, se están desarrollando las SOFCs de conducción de protones (PC-SOFC) que transportan protones en vez de iones de oxígeno a través del electrólito con la ventaja de ser capaces de funcionar a temperaturas más bajas que las SOFCs tradicionales .
Operan a temperaturas muy altas, típicamente entre 500 y 1,000 °C. En estas temperaturas, las SOFCs no necesitan material catalizador de platino que es caro, que actualmente es necesario para células de combustible de temperatura inferior como PEMFCs, y no es vulnerable al tóxico monóxido de carbono. Aun así, la vulnerabilidad a envenenamiento por azufre ha sido ampliamente observado y el azufre tiene que ser eliminado antes de la puesta en producción.
Las pilas de combustible de óxido sólido tienen una gran variedad de aplicaciones, de utilizar como unidades de potencia auxiliar en vehículos a unidades de generación estacionarias con potencias de 100 W a 2 MW. La temperatura operativa más alta de las SOFCs las hace candidatos adecuados para aplicaciones de recuperación de energía con dispositivos de motor de calor o dispositivos combinados de potencia y calor, que aumenta el rendimiento global del combustible.
Debido a las altas temperaturas, los combustibles de hidrocarburo ligero, como metano, propano, y butano pueden ser internamente reformado dentro del ánodo. SOFCs También puede ser alimentados por hidrocarburos más pesados, como gasolina, diésel, combustible de jet (JP-8) o biocombustibles. Tales transformados son mezclas de hidrógeno, monóxido de carbono, dióxido de carbono, vapor y metano, formados para reaccionar los combustibles de hidrocarburo con aire o vapor en un dispositivo upstream del ánodo. Los sistemas SOFC de potencia pueden aumentar el rendimiento al utilizar el calor emitido para la oxidación electroquímica exotérmica dentro de la pila de combustible para el vapor endotérmico que transforma el proceso. Además, los combustibles sólidos como carbón y biomasa pueden ser gasificados para formar Gas de síntesis que es adecuado para alimentar SOFCs en pila de combustible de ciclos de potencia por gasificación integrada.
La expansión térmica requiere un proceso de calentamiento uniforme y bien regulado al inicio. Los stacks SOFC con geometría planar requieren del orden de una hora para ser calentadas a  temperatura de encendido.

## Geometría

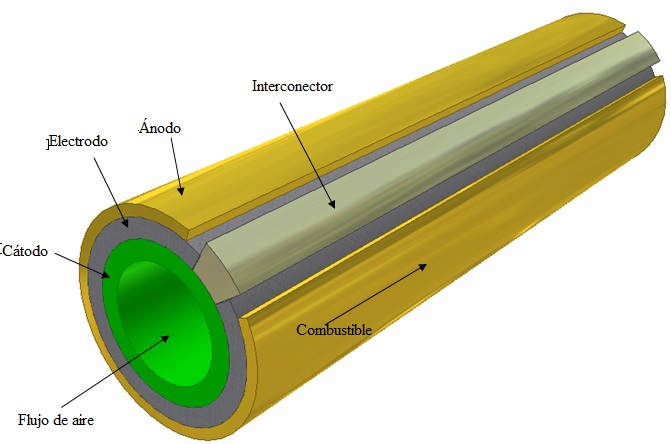
SOFC tubular

A diferencia de la mayoría de otros tipos de pilas de combustible, las SOFCs puede tener geometrías múltiples. El diseño de geometría planar es la geometría de tipo de emparedado típica  empleado por más tipos de células de combustible, donde el electrólito está empaquetado entre los electrodos. Las SOFCs también pueden estar hechas con geometrías tubulares donde cualquier aire o el combustible se pasa a través del interior del tubo y el otro gas circula a lo largo del exterior del tubo. El diseño tubular es ventajoso porque  es mucho más fácil de sellar el aire respecto del combustible. El rendimiento del diseño planar es actualmente mejor que el rendimiento del diseño tubular, aun así, el diseño planar tiene una resistencia más baja comparativamente. Otras geometrías de SOFCs incluyen diseños de geometría planar modificada (MPC o MPSOFC), donde una estructura de tipo onda reemplaza la configuración plana tradicional de la célula planar. Tales diseños altamente son prometedores porque  comparten las ventajas de ambos, células planares (resistencia baja) y células tubulares.

## Funcionamiento

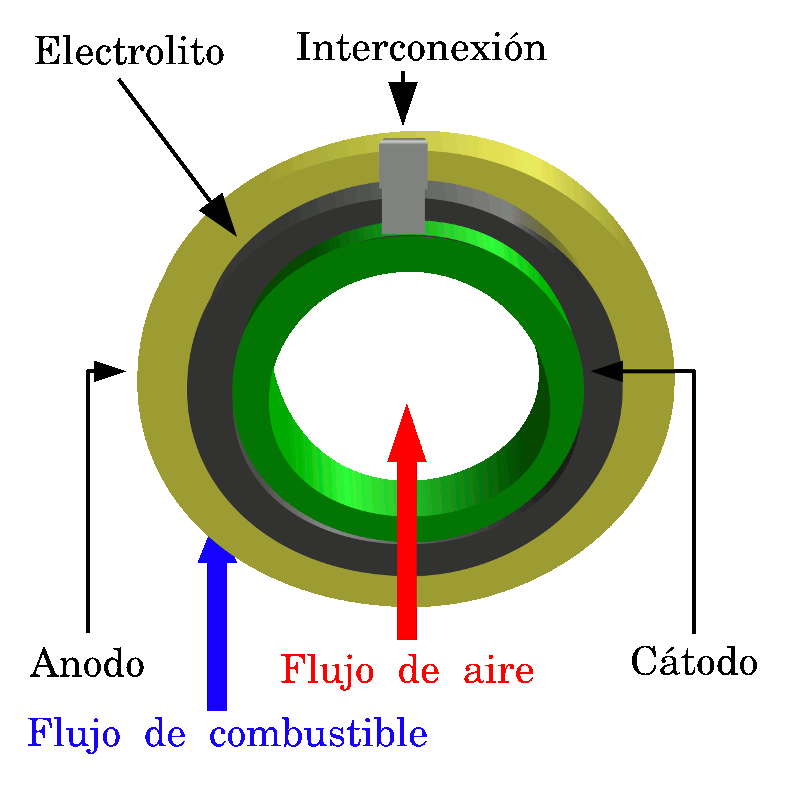
Sección transversal de tres capas cerámicas de una SOFC tubular. Del interior al exterior: cátodo poroso, electrolito denso, ánodo poroso

Una pila de combustible de óxido sólido se compone de cuatro capas, tres de las cuales son cerámicas (de ahí el nombre). Una sola pila que consiste en cuatro capas apiladas juntas es típicamente de unos pocos milímetros de espesor. Cientos de estas pilas o celdas se conectan en serie para formar lo que la mayoría de la gente denomina "pila de SOFC". Las cerámicas utilizadas en las SOFC no se vuelven eléctricamente e iónicamente activas hasta que alcanzan una temperatura muy alta y, como consecuencia, las pilas deben funcionar a temperaturas que oscilan entre 500 y 1.000 °C. La reducción de oxígeno en iones de oxígeno se produce en el cátodo. Estos iones pueden luego difundirse a través del electrolito de óxido sólido hasta el ánodo, donde pueden oxidar electroquímicamente el combustible. En esta reacción, se emite un subproducto del agua y dos electrones. Estos electrones luego fluyen a través de un circuito externo donde pueden trabajar. El ciclo se repite a medida que esos electrones ingresan nuevamente en el material del cátodo.

### Ánodo
La capa de ánodo cerámica tiene que ser muy porosa para dejar fluir el combustible hacia el electrólito. De este modo, el material granular es utilizado a menudo para la fabricación de ánodos. Y como el cátodo debe conducir electrones, la conductividad iónica es una ventaja definitiva. El material más común es el cermet, mezcla de níquel y material cerámico, utilizado para el electrólito, típicamente YSZ (zirconio estabilizado con itrio) catalizador basado en nanomaterial. Este elemento YSZ, ayuda a parar el crecimiento de granos de níquel. Los gránulos más grandes de níquel reducirían el área de contacto para que los iones puedan ser conducidos, lo que reduciría la eficiencia de las pilas. El ánodo es generalmente la capa más gruesa y más fuerte en cada célula individual, porque tiene las pérdidas de polarización más pequeñas, y a menudo es la capa que proporciona el soporte mecánico. Electroquímicamente hablando, el trabajo del ánodo es utilizar los iones de oxígeno que se difunden a través del electrólito para oxidar el combustible de hidrógeno.
La reacción de oxidación entre los iones de oxígeno y el hidrógeno produce calor, agua y electricidad. Si el combustible es un hidrocarburo ligero, por ejemplo metano, otra función del ánodo es actuar como catalizador para el vapor que transforma el combustible en hidrógeno. Esto proporciona otro beneficio operacional a la pila de combustible porque la reacción transformadora es endotérmica, lo que enfría la pila internamente. Los materiales con perovskita (mezcla de iones/cerámica electrónica conductora) han demostrado producir una densidad de potencia de 0.6 W/cm2 a 0.7 V y 800 °C, lo cual es posible porque tienen la capacidad de vencer una energía de activación más grande.

### Electrólito
El electrólito es una densa capa de cerámica que conduce iones de oxígeno. Su conductividad electrónica tiene que ser mantenida tan baja como sea posible para impedir pérdidas por corrientes indeseadas. Las altas temperaturas operativas de las SOFCs permiten que la cinética del transporte de ion de oxígeno sea suficiente para un buen rendimiento. Aun así, cuando la temperatura operativa se acerca el límite más bajo, alrededor 600 °C, el electrólito empieza a tener resistencias de transporte iónicas grandes y afecta el rendimiento. Materiales populares para el electrólito incluyen el zirconio estabilizado con itrio (YSZ) (a menudo al 8%, forma 8YSZ), zirconio estabilizado con scandio (ScSZ) (normalmente 9 mol%Sc2O3 @– 9ScSZ) y el cerio dopado con gadolinio (GDC). El material de electrólito tiene una influencia crucial en los rendimientos de la célula. Se han observado reacciones perjudiciales entre electrólitos YSZ y cátodos modernos como cobaltoferrita de lantano y estroncio (LSCF), que se pueden impedir con barreras de difusión de cerio delgado (<100 nm).
Si la conductividad para iones de oxígeno en SOFC puede permanecer alta incluso en temperaturas más bajas (objetivo actual búscado ~500 °C), la elección de materiales para SOFC se ampliará y muchos problemas actuales podrán ser solucionados potencialmente. Ciertas técnicas de procesamiento tales como la deposición de película delgada pueden ayudar a solucionar este problema con materiales actuales:
- Reduciendo la distancia que viajan los iones de oxígeno y la resistencia del electrólito ya que la resistencia es proporcional a la longitud del conductor;
- Produciendo estructuras granulares menos resistivas como estructuras de grano en columna;
- Controlando las microstructuras nano-cristalinas de grano fino para conseguir un "ajuste fino" de propiedades eléctricas;
- La construcción de grandes áreas de interfase de composite como interfaces que han demostrado tener propiedades eléctricas extraordinarias.

### Cátodo
El cátodo, o electrodo de aire, es una capa porosa delgada en el electrólito donde se produce la reducción de oxígeno. La reacción global está escrita en notación Kröger-Vink, como sigue:
{\displaystyle {\frac {1}{2}}\mathrm {O_{2}(g)} +2\mathrm {e'} +{V}_{o}^{\bullet \bullet }\longrightarrow {O}_{o}^{\times }}
Los materiales del cátodo tienen que ser, en un mínimo, electrónicamente conductores. Actualmente, la manganita de lantano y estroncio (LSM) es el material elegido para uso comercial debido a su compatibilidad con electrólitos de zirconio dopado. Mecánicamente, tiene un coeficiente de expansión térmica similar a YSZ y así limita el estréss debido a un desequilibrio CTE. También, LSM tiene bajos niveles de reactividad química con YSZ lo que alarga la vida de los materiales. Desafortunadamente, el LSM es un mal conductor iónico, y así la reacción electroquímica activa está limitada a la frontera de fase triple (TPB) dónde el electrólito, el aire y el electrodo se juntan. El LSM funciona bien como cátodo a altas temperaturas, pero su rendimiento decae rápido al reducir la temperatura por debajo de 800 °C. Para aumentar la zona de reacción más allá del TPB, un potencial material de cátodo tiene que ser capaz de conducir tanto electrones como iones de oxígeno. Los cátodos compuestos que constan de LSM YSZ se han usado para aumentar esta longitud de frontera de fase triple. La cerámica mixta iónica/electrónica conductora, como el perovskite LSCF, está siendo investigada para uso en SOFCs a temperatura intermedia, ya que es más activa y puede hacer aumentar la energía de activación de la reacción.

### Interconexión
La interconexión puede ser una capa metálica o cerámica que se sitúa entre cada célula individual. Su propósito es conectar cada célula en serie, de modo que la electricidad que cada célula genera puede ser combinada. Como la interconexión está expuesta tanto a la oxidación como la reducción de la célula a temperaturas altas, esta debe ser extremadamente estable. Por esta razón, la cerámica ha sido más exitosa en el plazo largo que los metales. Aun así, estos materiales de interconexión cerámicos son muy caros comparados a los metales. Las aleaciones basadas en níquel y acero están siendo más  prometedoras a temperaturas más bajas (600 °C–800 °C), en SOFCs en desarrollo. El material  elegido para interconectar un contacto con Y8SZ es una aleación metálica 95Cr-5Fe. Los compuestos cerámico-metal llamados 'cermet' también están en consideración, al demostrar estabilidad térmica a altas temperaturas y una conductividad eléctrica excelente.

## Polarizaciones
Las polarizaciones son pérdidas en voltaje debido a imperfecciones en los materiales, la microestructura y el diseño de la célula de combustible. Son el resultado de la resistencia óhmica de los iones de oxígeno que fluyen a través del electrólito (iRΩ), las barreras de activación electroquímica en el ánodo y cátodo, y finalmente las polarizaciones de concentración debido a la incapacidad de difusión de un caudal elevado de gases a través del ánodo y cátodo poroso (mostrado como ηUn para el ánodo y ηC para cátodo). El voltaje de la célula se puede calcular utilizando la ecuación siguiente:
{\displaystyle {V}={E}_{0}-{iR}_{\omega }-{\eta }_{catodo}-{\eta }_{anodo}}
donde:
- {\displaystyle {E}_{0}}  = Potencial de Nernst de los reactantes
- {\displaystyle R} = Valor de resistencia equivalente de Thévenin de las porciones eléctricamente conductoras de la célula

- {\displaystyle {\eta }_{catodo}} = Pérdidas de polarización en el cátodo
- {\displaystyle {\eta }_{anodo}}  = Pérdidas de polarización en el ánodo

En SOFCs, a menudo es importante centrarse en las polarizaciones óhmicas y de concentración, ya que las temperaturas de funcionamiento elevadas experimentan una polarización de activación baja. Aun así, cuando el límite más bajo de la temperatura de funcionamiento está cerca de 600 °C, estas polarizaciones son importantes.
La ecuación mencionada anteriormente se utiliza para determinar el voltaje teórico (de hecho para el voltaje de célula del combustible en general). Estos resultados se aproximan al dato experimental particular (para los cuales se obtuvieron factores adecuados) y una concordancia deficiente para otros parámetros de trabajo experimentales originales. Además, la mayoría de las ecuaciones utilizadas requieren añadir numerosos factores que son difíciles o imposibles de determinar. Hace muy difícil cualquier proceso de optimización de los parámetros de trabajo de la SOFC, así como la selección de la configuración de la arquitectura de diseño. Debido a estas circunstancias, se han propuesto otras ecuaciones, como la siguiente:
{\displaystyle E_{SOFC}={\frac {E_{max}-i_{max}\cdot \eta _{f}\cdot r_{1}}{{\frac {r_{1}}{r_{2}}}\cdot \left(1-\eta _{f}\right)+1}}}
donde:
- {\displaystyle E_{SOFC}}  = Voltaje de la célula
- {\displaystyle E_{max}}  = El voltaje máximo dado por la ecuación de Nernst
- {\displaystyle i_{max}}  = Densidad actual máxima (para un flujo de combustible dado)
- {\displaystyle \eta _{f}}  = Factor de utilización del combustible[11]
- {\displaystyle r_{1}}  = Resistencia iónica específica del electrólito
- {\displaystyle r_{2}}  = Resistencia eléctrica específica del electrólito.

Este método se validó y se consideró aplicable para estudios de optimización y sensibilidad en el modelado a nivel de fabricación de varios sistemas con celdas de combustible de óxido sólido. Con esta descripción matemática es posible considerar diferentes propiedades de la SOFC. Hay muchos parámetros que afectan las condiciones de trabajo de la pila, por ej. el material electrolítico, el espesor del electrolito, la temperatura de la celda, las composiciones de los gases de entrada y salida en el ánodo y el cátodo, y la porosidad del electrodo, solo por nombrar algunos. El flujo en estos sistemas se calcula utilizando las ecuaciones de Navier-Stokes.

### Polarización óhmica
Las pérdidas óhmicas en una SOFC se deben a la conductividad iónica a través del electrólito. Esto es inherente a una propiedad de los materiales con estructura de cristal. Aun así, para maximizar la conductividad iónica, existen varios métodos. En primer lugar, el funcionamiento a altas temperaturas puede reducir significativamente estas pérdidas óhmicas. Los métodos de dopaje pueden refinar la estructura del cristal y controlar las concentraciones de defectos que pueden aumentar la conductividad. Otra manera de disminuir la resistencia óhmica es reducir el grosor de la capa de electrólito.

#### Conductividad iónica
La resistencia iónica del electrólito como función de la temperatura puede ser descrita por la relación siguiente:
{\displaystyle r_{1}={\frac {\delta }{\sigma }}}
Dónde:
- {\displaystyle \delta } – Grosor de electrólito
- {\displaystyle \sigma } – Conductividad iónica.

La conductividad iónica del óxido sólido se define como sigue:
{\displaystyle \sigma =\sigma _{0}\cdot e^{\frac {-E}{R\cdot T}}}
Dónde:
- {\displaystyle \sigma _{0}} y {\displaystyle E} – Factores dependientes de los materiales del electrolito
- {\displaystyle T} – Temperatura del electrólito
- {\displaystyle R} – Constante del gas ideal.

### Polarización de concentración
La polarización de la concentración es el resultado de limitaciones prácticas en el transporte de masa dentro de la celda y representa la pérdida de voltaje debido a las variaciones espaciales en la concentración de reactivo en los sitios químicamente activos. Esta situación puede producirse cuando los reactivos son consumidos por la reacción electroquímica más rápido de lo que se pueden difundir en el electrodo poroso, y también puede ser causado por la variación en la composición del flujo de masa. Esto último se debe al hecho de que el consumo de especies que reaccionan en los flujos de reactivos provoca una disminución en la concentración de reactivos a medida que viaja a lo largo de la célula, lo que provoca una caída en el potencial local cerca del extremo de la célula.
La polarización de la concentración se produce tanto en el ánodo como en el cátodo. El ánodo puede ser particularmente problemático, ya que la oxidación del hidrógeno produce vapor, que diluye aún más la corriente de combustible a medida que se desplaza a lo largo de la celda. Esta polarización se puede mitigar reduciendo la fracción de utilización del reactivo o aumentando la porosidad del electrodo, pero cada uno de estos enfoques tiene importantes desventajas de diseño.

### Polarización de activación
La polarización de activación es el resultado de la cinética involucrada en las reacciones electroquímicas. Cada reacción tiene una cierta barrera de activación que debe superarse para continuar y esta barrera conduce a la polarización. La barrera de activación es el resultado de muchos pasos complejos de reacción electroquímica, donde típicamente el paso limitante de la velocidad es responsable de la polarización. La ecuación de polarización que se muestra a continuación se obtiene resolviendo la ecuación de Butler-Volmer en el régimen de alta densidad de corriente (donde normalmente funciona la celda), y se puede usar para estimar la polarización de activación::
{\displaystyle {\eta }_{act}={\frac {RT}{{\beta }zF}}\times ln\left({\frac {i}{{i}_{0}}}\right)}
Dónde:
- {\displaystyle R} = = Constante del gas
- {\displaystyle {T}_{0}} = Temperatura de funcionamiento
- {\displaystyle {\beta }} = Coeficiente de transferencia de electrones
- {\displaystyle z} = Electrones asociados con la reacción electroquímica
- {\displaystyle F} = La constante de Faraday
- {\displaystyle i} = Corriente de funcionamiento
- {\displaystyle i_{0}} =  Densidad de corriente de intercambio

La polarización se puede modificar por optimización microestructural. La longitud del límite de fase triple (TPB), que es la longitud en la que se encuentran todas las vías de conducción porosa, iónica y electrónica, se relaciona directamente con la longitud electroquímicamente activa en la célula. Cuanto mayor es la longitud, más reacciones pueden ocurrir y, por lo tanto, menor es la polarización de activación. La optimización de la longitud de TPB se puede realizar mediante condiciones de procesamiento para afectar la microestructura o mediante la selección de materiales para usar un conductor mixto iónico / electrónico para aumentar aún más la longitud de TPB.

## Objetivos
Los requisitos objetivo del DOE son 40,000 horas de servicio para aplicaciones de celdas de combustible estacionarias y más de 5,000 horas para sistemas de transporte (vehículos con celdas de combustible) a un coste de fabricación de $40/kW para un sistema basado en carbón de 10 kW sin requisitos adicionales. Se deben considerar los efectos a largo plazo (estabilidad de fase, compatibilidad de expansión térmica, migración de elementos, conductividad y envejecimiento). El objetivo de la Alianza de Conversión de Energía de Estado Sólido 2008 (interino) para la degradación general por 1,000 horas es de 4.0%.

## Investigación
La investigación se dirige a conseguir SOFC con temperaturas más bajas (600 °C). Los sistemas de menor temperatura pueden reducir costes al reducir los costes de aislamiento, materiales, iniciación y degradación. Con temperaturas de funcionamiento más altas, el gradiente de temperatura aumenta la severidad de las tensiones térmicas, lo que afecta al coste de los materiales y la vida útil del sistema. Un sistema de temperatura intermedia (650-800 °C) permitiría el uso de materiales metálicos más baratos con mejores propiedades mecánicas (Por ejemplo: logrando que el material mantenga la misma fase a pesar del aumento de temperatura) y conductividad térmica. Se ha demostrado que los nuevos desarrollos en estructuras de electrolitos a escala nanométrica reducen la temperatura de funcionamiento a unos 350 °C, lo que permitiría el uso de componentes de acero y elastómeros/polímeros aún más baratos.

La investigación también apunta a reducir los tiempos de inicio para implementar SOFC en aplicaciones de movilidad. Esto se puede lograr parcialmente reduciendo las temperaturas de funcionamiento, como es el caso de las células de combustible de membrana de intercambio de protones (PEMFC). Debido a su flexibilidad con respecto a los combustibles utilizados, es probable que trabajen con gasóleo parcialmente transformado, lo que los convierte en unidades auxiliares potenciales para ciertas aplicaciones (camiones refrigerados).
Algunas grandes empresas desarrollan SOFC como unidades auxiliares en automóviles. Las SOFC de alta temperatura generarán la electricidad necesaria para que un motor sea más pequeño y más eficiente. Las SOFC funcionan con el mismo gasóleo o gasolina que el motor asistido, y mantendrán el aire acondicionado y otros sistemas eléctricos necesarios en funcionamiento cuando el motor no esté funcionando (por ejemplo, en los semáforos). Otros producen SOFC con serigrafía con impresión 3D, en materiales cerámicos de bajo costo o turbinas de gas híbridas que consumen gas natural para aplicaciones de generación de energía de hasta megavatios.
Algunas industrias están desarrollando una SOFC de baja temperatura y bajo costo (500-600 °C) que utiliza óxido de cerio y gadolinio para reemplazar la cerámica industrial estándar actual (zirconio estabilizada con itrio), que permite el uso de acero inoxidable para soportar la cerámica.
Investigadores del laboratorio de "Ciencias químicas de Rennes", en colaboración con un equipo del Instituto Laue-Langevin en Grenoble y la Universidad de Kioto en Japón, han desarrollado un nuevo óxido que abre el camino de baterías más eficientes. El nuevo compuesto es un óxido que consiste en hierro y estroncio, de la fórmula química SrFeO2. Su enorme ventaja es precisamente poder reaccionar con estos mismos iones de oxígeno a 280 °C. Con el tiempo se esperan conseguir baterías más robustas, que necesiten menos calor para funcionar.